# Philipp Serrek
Philipp Serrek (* 16. Februar 1993 in Pößneck) ist ein ehemaliger deutscher Fußballspieler.

## Karriere
Nachdem er in den Jugendmannschaften des VfB 09 Pößneck, des FC Carl Zeiss Jena und von Borussia Dortmund gespielt hatte, ging Serrek 2012 zum ZFC Meuselwitz. Dort absolvierte er in der Rückrunde der Saison 2011/12 zwei Spiele in der Regionalliga Nord und in der Saison 2012/13 zehn Spiele in der neugegründeten Regionalliga Nordost.
Zur Saison 2013/14 wechselte er zum FC Rot-Weiß Erfurt, bei dem er in der Hinrunde zunächst im Kader der zweiten Mannschaft stand und drei Spiele in der Oberliga Nordost absolvierte. In der Winterpause wurde er in den Kader der ersten Mannschaft berufen und bestritt nach Einsätzen in den Testspielen gegen Dynamo Dresden und den FSV Zwickau am 22. Spieltag der 3. Liga gegen Preußen Münster (0:0) sein erstes Pflichtspiel in einer Profiliga. Dabei kam er über die komplette Spielzeit zum Einsatz und spielte auf der Position des linken Außenverteidigers. Nach dem Ende seiner Vertragslaufzeit und insgesamt 31 Einsätzen für Rot-Weiß Erfurt II wechselte Serrek zur Saison 2015/2016 zum 1. FC Lokomotive Leipzig, für den er im linken Mittelfeld spielte.
Zur Saison 2016/17 wechselte Serrek zum SV Rositz in die Thüringenliga. In der Winterpause der Saison 2016/17 wechselte Serrek zum FC Einheit Rudolstadt in die Oberliga NOFV-Süd.